# Вабар

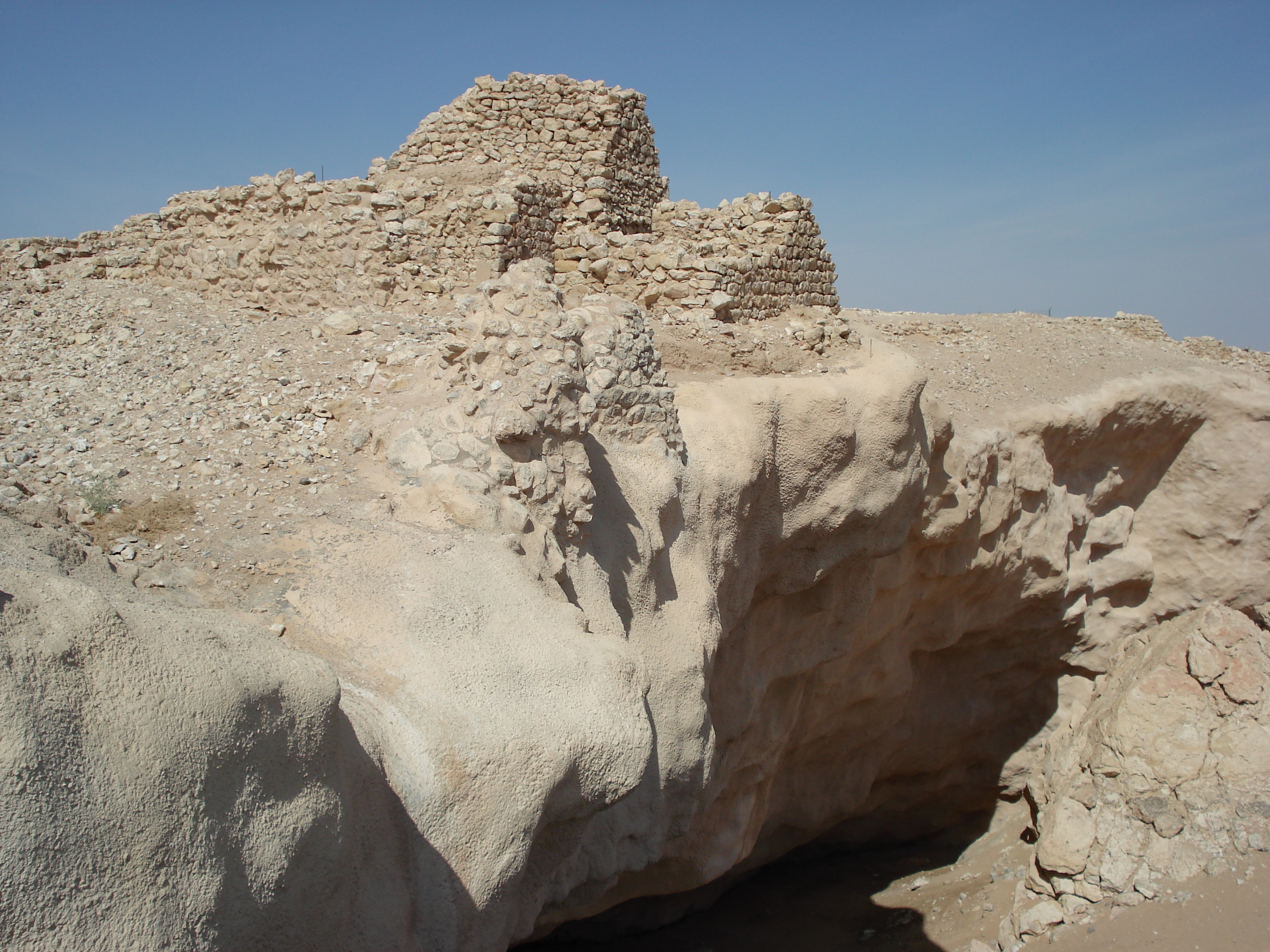
Руины на территории мухафазы Дофар в Омане.

Ваба́р (Убар, араб. وبار‎) — в арабской мифологии местность, примыкающая к стране адитов. Ирам, упоминаемый в Коране, часто отождествляют с Вабаром. С подачи Т. Э. Лоуренса этот затерянный город именуют «Атлантидой песков» (англ. Atlantis of the Sands).

## Легенды
Вабар был назван в честь Вабара, сына Арама, внука Сима, правнука Ноя. Согласно легендам домусульманской Аравии, Вабар был расположен в юго-западной части пустыни Руб-эль-Хали на Аравийском полуострове. Аль-Бакуви расположил его где-то в Йемене, в 300 фарсахах между Эш-Шихром и Саной. Эту местность, которая когда-то была цветущим садом, после гибели адитов Аллах населил джиннами, а людей (по другой версии — джиннов) превратил в наснасов — существ с половиной головы, одним глазом, одной рукой и одной ногой.
По преданию, Вабар является заколдованным и охраняемым местом, где растут пальмовые рощи, не нуждающиеся в искусственном орошении, и пасутся огромные стада скота, в том числе и самые красивые верблюды, которых разводят джинны. Люди могут попасть в Вабар только случайно. В мусульманских странах бытует много легенд и преданий о подобных случайных посещениях.

## Попытки найти Вабар
Легенды о потерянном городе подтолкнули некоторых археологов и исследователей отправиться на его поиски в пустыню Руб-эль-Хали, но ни одна из этих попыток не увенчалась успехом. В 1980-е годы американский археолог-любитель Николас Клапп на основе различных записей и карт, а также с помощью данных от НАСА, смог установить маршруты древних караванов на юге Омана, которые могли вести в Вабар. Две экспедиции при участии Николаса Клаппа, Ранульфа Файнса и Юриса Заринса, предпринятые в 1990 и 1991 годах, привели исследователей к оазису Шиср на восточной окраине Руб-эль-Хали. Вскоре на этом месте были начаты раскопки и в 1992 году были обнаружены руины, предположительно являющиеся останками древнего Вабара/Ирама.